# Musculi lumbricales pedis
Die Musculi lumbricales pedis (lateinisch für „wurmförmige Fußmuskeln“) sind vier zarte Skelettmuskeln an der Fußsohlenseite der Mittelfußknochen. Sie entspringen den Sehnen des Musculus flexor digitorum longus (bei Tieren des Musculus flexor digitorum profundus). Der Musculi lumbricalis pedis I hat dabei einen, die übrigen drei Musculi lumbricales zwei Ursprungsköpfe. Sie verlaufen an der Innenseite der zweiten bis fünften Zehe und setzen – zusammen mit den entsprechenden Sehnenabspaltungen des Musculus flexor digitorum longus – am Grundglied des zweiten bis fünften Zehenknochen an.
Durch ihre Beugung der Zehengrundgelenke spielen die Muskeln eine Rolle bei der motorischen Feinsteuerung der Zehen.
Das Gegenstück an der Hand sind die Musculi lumbricales manus.